# Sára Strnadová
Sára Strnadová (* 30. září 2002, Nové Město na Moravě) je česká snowboardistka.

## Biografie
Sára Strnadová se narodil v roce 2002 v Novém Městě na Moravě, ve Velkém Meziříčí ve třech letech začala lyžovat v lyžařské školce, jako devítiletá začala jezdit na snowboardu a pokračovala jako členka velkomeziříčského Ski klubu i v závodech na lyžích. Později se začala věnovat snowboardcrossu, v roce 2016 reprezentovala Kraj Vysočina v disciplínách slopestyle, paralelní obří slalom a snowboardcross na Olympiádě dětí a mládeže, získala třetí místo v slopestyle a vyhrál v disciplíně snowboardcross. Roku 2020 získala 6. a 7. místo na Olympijských hrách dětí a mládeže ve Švýcarsku. V březnu roku 2021 se stala při závodu v ruském Krasnojarsku juniorskou mistryní světa v snowboardcrossu, tamtéž získala také třetí místo v mixu s Brunem Tatarkou. V prosinci téhož roku se zúčastnila kvalifikace na světový pohár, kde skončila 41.
Jejím trenérem je Petr Knapp, trénuje také s českým reprezentačním týmem pod vedením Marka Jelínka a Evy Samkové. V roce 2021 obdržela ocenění Talent Vysočiny. Byla oceněna 1. místem v anketě Sportovec kraje Vysočina v roce 2021 v kategorii Junior – dívky.